# Bernay-Saint-Martin
Bernay-Saint-Martin település Franciaországban, Charente-Maritime megyében. Lakosainak száma 761 fő (2022. január 1.). Bernay-Saint-Martin Breuil-la-Réorte, Courant, Marsais, Migré, Puyrolland, Saint-Félix és Saint-Mard községekkel határos.

## Népesség
A település népességének változása:
| Lakosok száma | 792  | 784  | 786  | 767  | 760  | 746  | 744  | 753  | 761  |
|               | 2013 | 2015 | 2016 | 2017 | 2018 | 2019 | 2020 | 2021 | 2022 |